# Michael Epkenhans
Michael Epkenhans (* 27. Juni 1955 in Wiedenbrück) ist ein deutscher Neuzeithistoriker mit Schwerpunkt Militär- und Marinegeschichte. Von 1996 bis 2009 war er Direktor der Otto-von-Bismarck-Stiftung in Friedrichsruh. Bis 2021 war er außerplanmäßiger Professor an der Universität Hamburg und Leitender Wissenschaftler am Zentrum für Militärgeschichte und Sozialwissenschaften der Bundeswehr. Epkenhans gilt durch seine Forschungen als einer der führenden Marinehistoriker in Deutschland. Sein Spezialgebiet ist der Erste Weltkrieg.

## Leben
Michael Epkenhans studierte von 1975 bis 1982 Geschichte und Anglistik an der Universität Münster. 1982 und 1985 legte er die Staatsexamina für das Lehramt für die Sekundarstufe I und II ab. Im Jahr 1989 wurde er mit einer von Manfred Botzenhart und Marie-Luise Recker angeregten und betreuten Arbeit über die wilhelminische Flottenrüstung von 1908 bis 1914 zum Dr. phil. promoviert. Von 1989 bis 1991 war er Wissenschaftlicher Volontär am Provinzialinstitut für Westfälische Landes- und Volksforschung in Münster.
Von 1992 bis 1996 war er Wissenschaftlicher Mitarbeiter der Stiftung Reichspräsident-Friedrich-Ebert-Gedenkstätte in Heidelberg. Von 1994 bis 1996 war er Lehrbeauftragter für Neuere Geschichte an der Universität Heidelberg. Von 1996 bis 2009 war er Direktor der Otto-von-Bismarck-Stiftung mit Sitz in Friedrichsruh bei Hamburg. Im Jahr 2004 erfolgte die durch Wilhelm Deist angeregte Habilitation zu Albert Hopman an der Universität Hamburg im Fach Neuere Geschichte. Epkenhans ist außerplanmäßiger Professor am Historischen Seminar (Arbeitsbereich Deutsche Geschichte) der Universität Hamburg. Im Februar 2009 wurde Epkenhans der Forschungsdirektor des Militärgeschichtlichen Forschungsamts in Potsdam, das bis Ende 2012 bestand. Seit 2013 leitete er die Abteilung Forschung am Zentrum für Militärgeschichte und Sozialwissenschaften der Bundeswehr. Seit 2014 war er der Leitende Wissenschaftler des Zentrums für Militärgeschichte und Sozialwissenschaften der Bundeswehr. Seit 2016 war er Geschäftsführender Beamter und Stellvertreter des Kommandeurs im Zentrum für Militärgeschichte und Sozialwissenschaften der Bundeswehr in Potsdam. Am 31. März 2021 trat er in den Ruhestand.
Epkenhans gehört dem Editorial Board des Journal of Strategic Studies an. Er ist Mitglied im Arbeitskreis Militärgeschichte, in der Navy Records Society, in der Deutschen Gesellschaft für Schiffahrts- und Marinegeschichte und im Verband der Historiker und Historikerinnen Deutschlands sowie Kuratoriumsvorsitzender des Deutschen Marinemuseums, Mitglied des wissenschaftlichen Beirats der Otto-von-Bismarck-Stiftung und Freundeskreisvorsitzender der Marineschule Mürwik.

## Werk
Epkenhans ist bekannt geworden durch seine Arbeiten über die Kaiserliche Marine. In seiner 1991 veröffentlichten Dissertation zur deutschen Flottenpolitik befasste er sich mit den in der Forschung bis dahin wenig beachteten Zeitraum von 1908 bis 1914. Die Arbeit gliedert sich in drei Teile. Der erste Teil befasst sich mit dem Reichsmarineamt im Geflecht der deutschen Innen- und Außenpolitik bis 1912. Der zweite Teil untersucht während des gleichen Zeitraums die Verbindungen zwischen Wirtschaft und Flottenbau. Der letzte Teil behandelt den endgültigen Verfall des „Tirpitzplanes“ im Zeitraum von 1912 bis 1914. Im letzten Abschnitt untersuchte er die vieldiskutierte „Julikrise“ 1914 und dabei den deutschen Entscheidungsprozess aus dem Blickwinkel der Marineführung. Er vertrat die These, dass das Reich im Juli 1914 schließlich „die Flucht nach vorne“ gewählt habe. Er leistete mit dieser Studie einen wichtigen Beitrag zur Geschichte des wilhelminischen Deutschland. Ausgehend von seiner Dissertation wird er als einer der besten Kenner der wilhelminischen Flottenrüstung eingeschätzt. Zu seinen weiteren Publikationen zählen Darstellungen zur deutschen Geschichte der Neuzeit, insbesondere des 19. und 20. Jahrhunderts. Er ist Autor zahlreicher Schulbuchbeiträge und war Herausgeber von 37 Heften der Schriftenreihe Friedrichsruher Beiträge zur historisch-politischen Bildung der Otto-von-Bismarck-Stiftung. Gemeinsam mit Karl Teppe veröffentlichte Epkenhans 1991 den Sammelband Westfalen und Preußen. Integration und Regionalismus, der die Ergebnisse einer Tagung des Provinzialinstituts für westfälische Landes- und Volksforschung aus dem Jahr 1990 anlässlich der 175. Wiederkehr der Eingliederung Westfalens in das Königreich Preußen bündelt. Zentrales Thema der 14 Beiträge ist das Wechselverhältnis zwischen preußischer Herrschaft und westfälischem Regionalismus. Dabei beabsichtigen die Herausgeber, die „Realgeschichte von Integration und Regionalismus“ zu untersuchen.
Im Jahr 2003 entdeckte Michael Epkenhans in einem Bremer Antiquariat Abschriften von insgesamt 51 Briefen von Admiral Reinhard Scheer an seine Ehefrau aus den letzten Kriegsmonaten 1918. Seine Quellenedition im Jahr 2006 ergänzte Epkenhans durch eine ausführliche, als biographischen Skizze angelegte Einleitung (S. 11–71). Angesichts des Fehlens einer wissenschaftlichen Biographie über Scheer kommt der Briefedition eine hohe dokumentarische Bedeutung zu. Die von Epkenhans herausgegebenen Briefe geben Einblicke in Scheer als Politiker, Militär und Privatmann. Ebenfalls 2003 gab Epkenhans mit Gerhard P. Groß einen Sammelband heraus, der auf die 44. Internationale Tagung für Militärgeschichte in Reinbek zum Thema Das Militär und der Aufbruch in die Moderne 1860 bis 1890 zurückgeht. Die Beiträge untersuchen das Verhältnis von Militär und jeweiligen politischen System, das Verhältnis des Militär zu den gesellschaftlichen Wandlungsprozessen und das Verhältnis von technologischem Wandel und Militär. Ein viertes Kapitel widmet sich dem Militärmuseum als Ort der Unterweisung.
Als weiteres „Ego-Dokument“ eines maßgeblichen Marineangehörigen veröffentlichte Epkenhans im Jahr 2004 eine viel beachtete Edition der Tagebücher, Briefe und Aufzeichnungen Albert Hopmans, eines der ranghöchsten Admirale der Kaiserlichen Marine. In seiner Einleitung charakterisiert Epkenhans Admiral Hopman als typischen „Wilhelminer“: Wie alle Militärs dieser Epoche beanspruchte er für das Deutsche Reich eine führende Rolle. Seine Hoffnung zum 100. Jahrestag von Sedan, „Deutschland [...] wieder groß auf der Welt [...] als Primus inter pares unter den andern Völkern Europas“ zu sehen, erfüllte sich jedoch nicht. Epkenhans kommt zu der Einsicht, dass die von Hopman repräsentierten Marinekreise um Alfred von Tirpitz nicht direkt in die politisch-diplomatischen Ereignisse um den Ausbruch des Ersten Weltkriegs involviert waren, da „die politischen Entscheidungen allein im Auswärtigen Amt und in der Reichskanzlei getroffen“ wurden. Hopmans Nähe zu den damaligen politischen Schaltstellen und seine präzise und nüchterne Erfassungsgabe machen seine Selbstzeugnisse dennoch zu einem Schlüsseldokument der Kriegsursachen- und Kriegszielforschung, da sie wichtige außen- und marinepolitische Entscheidungen aus den Jahren vor 1914 und während des Ersten Weltkriegs aus direkter Beobachtung nachzeichnen.
Gemeinsam mit Karen Hagemann und Stig Förster gab Epkenhans 2006 im Ergebnis einer Tagung zum Thema Militärische Erinnerungskultur einen Sammelband mit 16 Beiträgen heraus. In ihrer Einleitung erörtern die Herausgeber die Möglichkeiten und Grenzen der Auswertung von Selbstzeugnissen für die militärgeschichtliche Forschung. Ebenfalls im Jahr 2006 nahm Epkenhans in Reinbek an der Tagung „90 Tage Skagerrakschlacht“ teil, welche die Vorgeschichte und den Verlauf der bedeutenden Seeschlacht des Ersten Weltkriegs sowie ihre erinnerungsgeschichtliche Verarbeitung in den Blick nahm. Die Erträge wurden in einem von Epkenhans, Jörg Hillmann und Frank Nägler herausgegebenen Sammelband 2009 veröffentlicht.
Im Jahr 2007 veröffentlichte Epkenhans gemeinsam mit Andreas von Seggern das Buch Leben im Kaiserreich. Deutschland um 1900. Die Darstellung richtet sich „als ein modernes ‚Lesebuch‘ [...] an den historischen Laien“. Das „Lesebuch“ wurde in die drei Großabschnitte „Der Obrigkeitsstaat“, „Aufbruch in die Moderne“ und „Zwischen Tradition und Fortschritt“ eingeteilt, wodurch zugleich die Hauptmerkmale der Epoche deutlich gemacht werden. Mit Andreas Biefang und Klaus Tenfelde gab Epkenhans 2008 einen Sammelband über die Bedeutung und Entwicklung des „politischen Zeremoniells“ im Deutschen Kaiserreich heraus, der die Ergebnisse einer gemeinsamen Konferenz der Universität Bochum und der Otto-von-Bismarck-Stiftung aus dem Jahr 2006 bündelt. Der Band begründet zugleich die Buchreihe „Parlament und Öffentlichkeit“ der vom Deutschen Bundestag getragenen „Kommission für Geschichte des Parlamentarismus und der politischen Parteien“.
An die Arbeit von Michael Salewski aus 1979 anknüpfend, legte Epkenhans 2008 eine knappe biographische Skizze über den Großadmiral Alfred von Tirpitz vor. Im Jahr 2010 gab Epkenhans gemeinsam mit Ralf Stremmel einen Sammelband über Friedrich Alfred Krupp heraus. Das aus sieben Einzelbeiträgen zusammengestellte Porträt soll als Vorleistung für eine Gesamtbiographie dienen. Die beiden Autoren beabsichtigen, Krupp im „Spannungsfeld von Beharrung und Aufbruch zu verorten und die vielfältigen Facetten seiner Persönlichkeit auszuleuchten“ sowie sein „ungewöhnlich breites Spektrum der Interessen und Aktionsfelder“ nachzuzeichnen. Epkenhans befasste sich in seinem Beitrag mit dem Verhalten Friedrich Alfred Krupps „im Spannungsfeld von Firmeninteresse und Politik“. Er kommt zum Fazit, dass Krupp im Hinblick auf den Übergang zur Flotten- und Weltpolitik „keinesfalls der Antreiber, sondern eher der bald zunehmend Getriebene“ gewesen sei. Als Reichstagsabgeordneter hinterließ er beispielsweise keinen bleibenden Eindruck. Ebenfalls im Jahr 2010 fand eine Tagung der Otto-von-Bismarck-Stiftung über die wirtschaftspolitischen Grundüberzeugungen Otto von Bismarcks statt. Der dazugehörige Tagungsband wurde 2013 von Epkenhans und Ulrich von Hehl herausgegeben. Zusammenfassende Bemerkungen über den Bismarck’schen Pragmatismus in der Wirtschaftspolitik des Deutschen Kaiserreichs beschließen den Tagungsband.
Anlässlich des 300. Geburtstages Friedrichs II. veröffentlichte Epkenhans 2011 gemeinsam mit Gerhard P. Groß, Burkhard Köster einen „Sachbildband“ (so der Klappentext) über Preußen. Ihr Anliegen war es, „die Vielfältigkeit Preußens zu beschreiben [...] und die Lebenswelten vergangener Epochen Revue passieren zu lassen.“ Dabei geht es den Autoren „vor allem darum, diejenigen zu erreichen, denen Sachbücher zu ‚trocken‘ sind.“
Ebenfalls 2011 erschien in der UTB-Reihe die von Epkenhans zuerst 2008 im Konrad-Theiss-Verlag veröffentlichte Geschichte Deutschlands. Von 1648 bis heute als Taschenbuch. Das Hauptaugenmerk dieser Darstellung gilt der Geschichte des 19. und 20. Jahrhunderts. In seiner Einleitung charakterisiert Epkenhans sein Geschichtsbild im Spannungsfeld zwischen materialistischer und idealistischer Geschichtsauffassung und positioniert sich damit auch gegenüber dem von Hans-Ulrich Wehler geprägten sozialgeschichtlichen Ansatz der jüngeren deutschen Geschichtsschreibung: „Geschichte wird von Menschen gemacht, auch wenn soziale und wirtschaftliche Wandlungsprozesse, vor allem aber auch Ideen wie die Aufklärung, der Liberalismus oder der Sozialismus ihre Handlungen beeinflussen.“
Im Jahr 2014 wurde die englische Übersetzung der 2006 von Hans Ehlert, Michael Epkenhans und Gerhard P. Groß herausgegebenen militärgeschichtlichen Dokumentaranalyse Der Schlieffenplan mit dem The Arthur Goodzeit Book Award ausgezeichnet. Im Jahre 2015 wurde Epkenhans mit dem Ehrenkreuz der Bundeswehr geehrt. Anlässlich des 200. Geburtstages Otto von Bismarcks veröffentlichte Epkenhans 2015 gemeinsam mit Andreas von Seggern und Ulrich Lappenküper eine Darstellung über Bismarcks Leben und die Jahre seines politischen Wirkens. Ebenfalls 2015 veröffentlichte er eine Darstellung über den Ersten Weltkrieg. Für Epkenhans wurde dabei der entscheidende Schritt zum Krieg vom Deutschen Reich vollzogen.

## Schriften (Auswahl)
Monografien
- Die Reichsgründung 1870/71 (= Beck’sche Reihe. Bd. 2902). C. H. Beck, München 2020, ISBN 978-3-406-75032-8.
- mit John Zimmermann: Die Wehrmacht – Krieg und Verbrechen. Reclam, Ditzingen 2019, ISBN 978-3-15-011238-0.
- Der Erste Weltkrieg 1914–1918 (= UTB. Bd. 4085). Ferdinand Schöningh, Paderborn 2015, ISBN 978-3-8252-4085-1.
- mit Ulrich Lappenküper, Andreas von Seggern: Otto von Bismarck. Aufbruch in die Moderne. Bucher, München 2015, ISBN 978-3-7658-1962-9.
- mit Gerhard P. Groß, Burkhard Köster: Preußen. Aufstieg und Fall einer Großmacht. WBG, Darmstadt 2011, ISBN 978-3-8062-2418-4.
  - Online-Ausgabe: Konrad Theiss Verlag, Stuttgart 2015, ISBN 978-3-8062-3085-7.
- Geschichte Deutschlands. Von 1648 bis heute. Theiss, Stuttgart 2008, ISBN 978-3-8062-2159-6 (mehrere Ausgaben).
- Tirpitz. Architect of the German High Seas Fleet. Potomac Books, Washington DC 2008, ISBN 978-1-57488-732-7.
- mit Andreas von Seggern: Leben im Kaiserreich. Deutschland um 1900. Theiss, Stuttgart 2007, ISBN 978-3-8062-2030-8.
- Die wilhelminische Flottenrüstung 1908–1914. Weltmachtstreben, industrieller Fortschritt, soziale Integration (= Beiträge zur Militärgeschichte. Bd. 32). Oldenbourg u. a., München u. a. 1991, ISBN 3-486-55880-3 (Zugleich: Münster, Universität, Dissertation, 1989).

Editionen
- mit Gerhard P. Groß, Markus Pöhlmann, und Christian Stachelbeck: Geheimdienst und Propaganda im Ersten Weltkrieg. Die Aufzeichnungen von Oberst Walter Nicolai 1914 bis 1918 (= Zeitalter der Weltkriege. Bd. 18). De Gruyter Oldenbourg, Berlin u. a. 2019, ISBN 978-3-11-060899-1.
- mit Eberhard Kolb: Otto von Bismarck: Gedanken und Erinnerungen (= Otto von Bismarck. Gesammelte Werke. Neue Friedrichsruher Ausgabe. Abt. IV). Schöningh, Paderborn 2012, ISBN 978-3-506-77070-7.
- mit Erik Lommatzsch: Otto von Bismarck: Schriften 1877–1878 (= Otto von Bismarck. Gesammelte Werke. Neue Friedrichsruher Ausgabe. Abt. III: 1871–1898. Schriften; Bd. 3: 1877–1878). Schöningh, Paderborn 2008, ISBN 978-3-506-76525-3.
- Mein lieber Schatz! Briefe von Admiral Reinhard Scheer an seine Ehefrau. August bis November 1918 (= Kleine Schriftenreihe zur Militär- und Marinegeschichte. Bd. 12). Winkler, Bochum 2006, ISBN 978-3-89911-079-1.
- Albert Hopman. Das ereignisreiche Leben eines „Wilhelminers“. Tagebücher, Briefe, Aufzeichnungen 1901 bis 1920 (= Beiträge zur Militärgeschichte. Bd. 62). Im Auftrag des Militärgeschichtlichen Forschungsamtes, Oldenbourg, München 2004, ISBN 3-486-56840-X (Zugleich: Hamburg, Universität, Habilitations-Schrift, 2004).

Herausgeberschaften
- mit Ewald Frie: Politiker ohne Amt. Von Metternich bis Helmut Schmidt (= Wissenschaftliche Reihe. Otto-von-Bismarck-Stiftung. Bd. 28). Schöningh, Paderborn 2020, ISBN 978-3-506-70264-7.
- mit Robert Bohn: Garnisonsstädte im 19. und 20. Jahrhundert. (= IZRG-Schriftenreihe. Bd. 16). Verlag für Regionalgeschichte, Gütersloh 2015, ISBN 978-3-7395-1016-3.
- mit Matthew Seligmann, Frank Nägler: The Naval Route to the Abyss. The Anglo-German Naval Race 1895–1914 (= Navy Records Society Publications. Bd. 161). Ashgate, Farnham 2015, ISBN 978-1-4724-4093-8.
- mit Ulrich von Hehl: Otto von Bismarck und die Wirtschaft. Schöningh, Paderborn 2013, ISBN 978-3-506-77714-0.
- mit Carmen Winkel: Die Garnisonkirche Potsdam. Zwischen Mythos und Erinnerung. Rombach, Freiburg im Breisgau u. a. 2013, ISBN 978-3-7930-9729-7.
- mit Ralf Stremmel: Friedrich Alfred Krupp. Ein Unternehmer im Kaiserreich. C. H. Beck, München 2010, ISBN 978-3-406-60670-0.
- mit Gerhard P. Groß: The Danish Straits and German Naval Power 1905–1915 (= Potsdamer Schriften zur Militärgeschichte. Bd. 13). Militärgeschichtliches Forschungsamt, Potsdam 2010, ISBN 978-3-941571-11-2.
- mit Jörg Hillmann, Frank Nägler: Skagerrakschlacht. Vorgeschichte – Ereignis – Verarbeitung (= Beiträge zur Militärgeschichte. Bd. 66). Oldenbourg, München 2009, ISBN 978-3-486-58803-3 (2. Auflage. ebenda 2010, ISBN 978-3-486-70270-5).

- englische Ausgabe: Jutland: World War I's Greatest Naval Battle (= Foreign military studies). University Press of Kentucky, Lexington 2015, ISBN 978-0-8131-6605-6.

- mit Andreas Biefang, Klaus Tenfelde: Das politische Zeremoniell im Deutschen Kaiserreich 1871–1918 (= Beiträge zur Geschichte des Parlamentarismus und der politischen Parteien. Bd. 153). Droste, Düsseldorf 2008, ISBN 978-3-7700-5291-2.
- mit Stig Förster, Karen Hagemann: Militärische Erinnerungskultur. Soldaten im Spiegel von Biographien, Memoiren und Selbstzeugnissen (= Krieg in der Geschichte. Bd. 29). Schöningh, Paderborn u. a. 2006, ISBN 978-3-506-75680-0.
- mit Hans Ehlert, Gerhard P. Groß: Der Schlieffenplan. Analysen und Dokumente (= Zeitalter der Weltkriege. Bd. 2). Schöningh, Paderborn u. a. 2006, ISBN 3-506-75629-X (2., durchgesehene Auflage. ebenda 2007, ISBN 978-3-506-75629-9).
  - englische Übersetzung durch David T. Zabecki: The Schlieffen Plan. International Perspectives on the German Strategy for World War I. The University Press of Kentucky, Lexington 2014, ISBN 978-0-8131-4746-8.
- mit Gerhard P. Groß: Das Militär und der Aufbruch in die Moderne 1860 bis 1890. Armeen, Marinen und der Wandel von Politik, Gesellschaft und Wirtschaft in Europa, den USA sowie Japan (= Beiträge zur Militärgeschichte. Bd. 60). Oldenbourg, München 2003, ISBN 3-486-56760-8 (Rezension).
- mit Martin Kottkamp, Lothar Snyders: Liberalismus, Parlamentarismus und Demokratie. Festschrift für Manfred Botzenhart. Cuvillier, Göttingen 1994, ISBN 3-89588-021-3.
- mit Karl Teppe: Westfalen und Preußen. Integration und Regionalismus (= Forschungen zur Regionalgeschichte. Bd. 3). Schöningh, Paderborn 1991, ISBN 3-506-79575-9.